# Questão religiosa

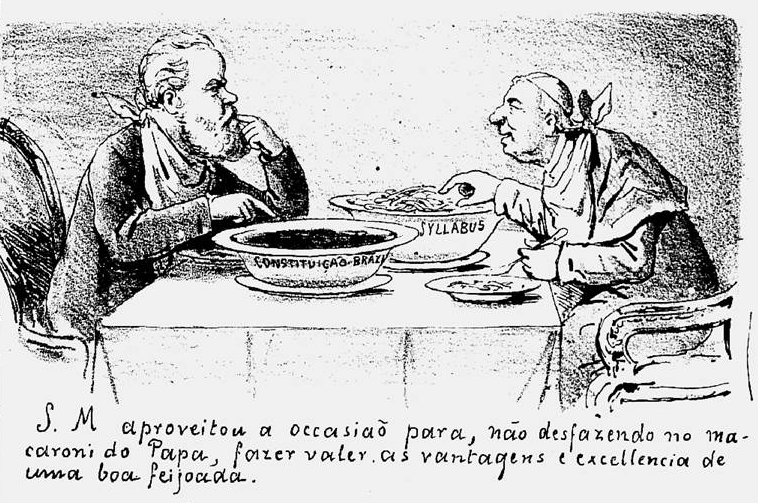
Charge de 1877 da Revista Illustrada a respeito da Questão Religiosa. A legenda diz: "Sua Majestade aproveitou a ocasião para, não desfazendo do macaroni do Papa, fazer valer as vantagens e excelência de uma boa feijoada". No prato de macarrão aparece a palavra Syllabus (título de um documento de Pio IX condenando os erros da civilização moderna) e, no de feijoada, Constituição.

A questão religiosa foi um conflito ocorrido no Brasil na década de 1870 que, tendo iniciado, 3 de março de 1872, como um enfrentamento entre a Igreja Católica e a Maçonaria, acabou se tornando uma grave questão de Estado. Suas causas podem ser traçadas desde muito tempo antes, fundadas em divergências irreconciliáveis entre ultramontanismo, o liberalismo e o regime do padroado, e em aspectos complexos da cultura brasileira.
O conflito teve como protagonistas dois bispos, Dom Vital e Dom Macedo Costa, fervorosos defensores do catolicismo ultramontano. Baseando-se em ordenações papais não aprovadas pelo Império Brasileiro, eles interditaram irmandades sob sua jurisdição por abrigarem membros maçons. Ao se recusarem a revogar os interditos mesmo após ordem expressa do governo — que considerava essas associações também sujeitas ao poder secular — foram acusados de desobediência civil e de violar a Constituição do Império. Como consequência, foram presos e condenados a trabalhos forçados. Embora tenham sido anistiados pouco tempo depois, o episódio intensificou o acirrado debate público sobre a relação entre Igreja e Estado. Longe de encerrar a questão, o conflito agregou novos elementos ideológicos e sociais, alimentando facções cada vez mais polarizadas e contribuindo para o enfraquecimento da autoridade e do prestígio da monarquia. Por isso, a questão religiosa é considerada um dos momentos mais marcantes do Segundo Reinado e um dos fatores que precipitaram a queda do regime monárquico no Brasil. No entanto, sua análise permanece controversa. Com a proclamação da República, foi formalizada a separação entre os poderes religioso e secular.
Embora usualmente circunscrita na bibliografia ao episódio dos bispos, a questão religiosa em seu sentido mais lato, expressão de uma complexa e dinâmica realidade social e cultural, ressurgiu com força durante a era Vargas, com a Igreja readquirindo grande influência política e reconquistando constitucionalmente vários de seus antigos privilégios. Segundo alguns autores, seus efeitos repercutiram também ao longo de toda a segunda metade do século XX.

## Antecedentes
Numa tradição que fora herdada do reino de Portugal, no Brasil vigorava ainda o regime do padroado, um instrumento jurídico pelo qual a Santa Sé atribuía ao Estado a responsabilidade pela construção de templos, pela organização das irmandades, pela indicação de sacerdotes e bispos às suas respectivas jurisdições e pelo seu sustento material, numa absorção tal que os religiosos passavam a ser funcionários do Estado. Essa transferência de atribuições era justificada pela Igreja como sendo um privilégio concedido às administrações civis que demonstrassem dedicação "para difundir a religião e como estímulo para futuras boas obras", como disse Bruneau. Se o padroado impunha ao Estado compromissos e custos importantes, trazia-lhe também vantagens, não apenas políticas, em função do apoio eclesial à dinastia reinante e a programas do governo, mas também administrativas, já que a Igreja brasileira desde séculos vinha assumindo praticamente toda a educação pública, o assistencialismo e serviços públicos como o registro dos nascimentos, casamentos, batizados e óbitos.
Reforçando a ligação entre os dois poderes, o império brasileiro definira o catolicismo como sua religião oficial, como expresso no artigo 5.º da Constituição de 1824. Embora outros credos fossem autorizados em culto doméstico e a perseguição por questão de consciência fosse vedada pela mesma Carta, na prática a oficialização do culto católico eliminava do acesso a cargos públicos quem não lhe jurasse previamente fidelidade. Ao mesmo tempo, o Estado se reservava o direito de exercer controle sobre prescrições rituais e normas canônicas emanadas da Santa Sé se elas invadissem o terreno secular, se as considerasse atentatórias contra o princípio da soberania nacional, se ferissem leis brasileiras e se limitassem a autonomia do poder monárquico, podendo declará-las nulas e sem efeito dentro do território brasileiro, o que era conhecido como o privilégio do beneplácito.
Durante muito tempo reinara a concórdia, ainda que por vezes algo tensa, entre as esferas civil e religiosa, a despeito das implícitas incongruências entre a cultura e legislação brasileiras e a prática ortodoxa do catolicismo, uma concórdia que, segundo Roque de Barros, se explica pela frouxidão dos costumes religiosos no país. Para o historiador, mesmo que os brasileiros se declarassem, em sua esmagadora maioria, como católicos, o que se observava era um elevado grau de liberdades e interpretações arbitrárias do cânone religioso, liberdades que eram não só toleradas como praticadas também pelo próprio clero nacional. Um observador da época, Pereira Barreto, descreveu a situação nos seguintes termos:
"O nosso clero é quase em sua totalidade deísta; toda a nossa Câmara atual é deísta; quase todo o Senado é deísta; o ensino oficial da filosofia nas academias de São Paulo, de Pernambuco, nos liceus, nos colégios, é exclusivamente deísta; é em uma palavra o puro deísmo que domina em todas as camadas mais cultas da nossa sociedade […]. Se descermos agora às camadas incultas da nossa sociedade, as quais constituem com segurança quatro quintos da população […]. excluída desses quatro quintos a população escrava que é totalmente fetichista, não obstante o rótulo católico que a cobre, resta-nos uma grande fração que vive engolfada no mais profundo politeísmo primitivo".
Enquanto a massa do povo continuava com suas práticas religiosas tintas de folclore e sincretismo, e, inculta, ficava em muito à margem do pensamento de vanguarda da época, as elites mergulhavam em um mar de novos conceitos, doutrinas e ideologias, tais como o iluminismo, a maçonaria, o cientificismo, e outras que marcaram a transição do século XVIII para o XIX e ainda permaneciam influentes, enfeixadas na denominação abrangente de liberalismo. Este liberalismo multiforme se caracterizava, no conjunto, por um espírito de progresso, e expressava um profundo desejo de renovação social, política, religiosa e humanística, onde se prezava acima de tudo a liberdade de consciência. Mesmo grande parte do clero se via imbuído dessas doutrinas, sem que percebessem qualquer contradição com os ditames do catolicismo nem protestassem contra a orientação regalista do sistema institucional. As discrepâncias em relação a Roma chegavam ao ponto de clérigos influentes como o Padre Feijó, um dos regentes durante a menoridade de Dom Pedro II, pregassem o fim do celibato eclesiástico, abraçassem abertamente o ideário liberal e ingressassem na maçonaria, que fora expressamente condenada por constituições apostólicas com a pena da excomunhão. Em suma, no rigor da definição, pouca gente no Brasil daquela época era de fato católica, embora assim se declarasse; e por isso havia paz entre Estado e Igreja.

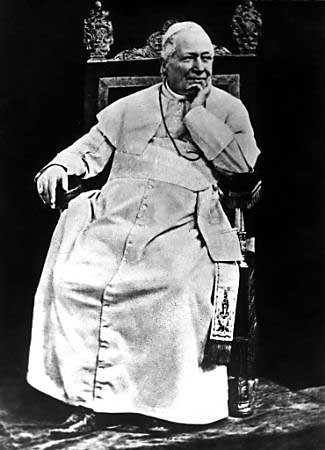
Papa Pio IX

Esta paz, como se vê, era ilusória e precária, e bastaria que se levantassem defensores da ortodoxia para que ela fosse quebrada. E assim o foi quando o papa Pio IX, continuando a tendência de seu antecessor Gregório XVI, a partir de 1848 iniciou uma agressiva campanha em favor de um retorno ao modo de vida medieval e à estrita observância do cânone religioso, condenando a sociedade moderna em bloco por conta de uma alegada multidão de erros e vícios, principalmente todas as formas do "abominável" liberalismo, apodado de "obra de Satanás", e reivindicando a liderança absoluta de Roma na condução de todos os assuntos, fossem religiosos, fossem profanos, na doutrina conhecida como ultramontanismo, sistematizada na encíclica Quanta cura e no seu anexo, o famoso Syllabus.
Pio IX lançou uma volumosa série de outras encíclicas, bulas, breves e outros documentos defendendo o seu ponto de vista, reforçando-o com a conquista para o papado do apanágio da infalibilidade, erigida em dogma no Concílio Vaticano I (1869-1870). A doutrina ultramontana logo encontrou eco em alguns destacados clérigos brasileiros, como os bispos Dom Antônio de Melo, Dom Antônio Viçoso e Dom Pedro Maria de Lacerda, e nos setores mais conservadores da sociedade civil, incluindo algumas escolas superiores. Este grupo, em referendando o ditado do papa através de pronunciamentos, cartas pastorais e intensa publicidade, passou a contestar as próprias bases constitutivas do Império ao defender a supremacia da Igreja sobre todos os outros poderes, embora em nenhum momento se cogitasse em uma separação formal entre Estado e Igreja. Não apenas isso; defendendo uma moralização radical da sociedade e do clero e uma rigorosa ortodoxia religiosa, entrava em choque com hábitos fundamente arraigados na cultura brasileira. E como corolário de sua ideologia, os eclesiásticos recomendavam a desobediência às leis civis se elas negassem o primado da religião ou causassem um problema de consciência no devoto.
Para formarmos uma ideia mais viva do clima de antagonismo que se estabeleceu, seguem alguns testemunhos de época. O jornal O Romano, de Minas Gerais, desde a década de 1850 já proclamava:
"Os aduladores dos príncipes, ou os ministros que por eles exercem a jurisdição, têm convertido uma ideia, em si mesma mui clara e simples, em um caos de conceitos figurados, que ninguém entende, nem entenderá jamais […]. É certo que os príncipes, ou poderes temporais, devem prestar seu braço em auxilio e proteção da Igreja. Mas isto mais é obrigação do que direito do poder que exercem, especialmente aqueles que têm a felicidade de terem sido alumiados pela fé. São Leão dizia a um Imperador: 'Deves desde já advertir que o supremo poder te foi dado não só para o governo do mundo, se não também muito principalmente para o amparo da Igreja'. Mas quem há de confundir a proteção e auxilio, com usurpação e ingerência? Quem pôde fundar no título de proteção o direito de mandar ou apropriar-se da mesma autoridade à qual se presta auxílio e proteção? Não será isto uma manifesta violação, um proceder contraditório, destruí-la em lugar de proteger?"
Outro exemplo, de José Soriano de Souza: "Não há progresso moral sem o aperfeiçoamento do espírito, e só o catolicismo aperfeiçoa […]. Seria muito para desejar a formação de um partido católico, que […]. tomasse a peito a defesa das doutrinas católicas, e procurasse passá-las a todos os atos da vida política e social da nação, sempre em conformidade com as regras e ditames da Igreja". A reação contra o ultramontanismo também não se fez esperar, dado o contexto fortemente liberalizante de então, nas vozes, por exemplo, de Tavares Bastos e de Barros Leite. Bastos dizia: "Levantemo-nos, meu amigo, e apressemo-nos em combater o inimigo invisível e calado que nos persegue nas trevas. Ele se chama espírito clerical, isto é, o cadáver do passado; e nós somos o espírito liberal, isto é, o obreiro do futuro". O outro, discursando no Senado, vergastava o comportamento dos religiosos dizendo: "Antigamente os bispos entre nós prestavam juramento de obedecer ao Rei e não praticarem coisa alguma que pudesse perturbar a tranquilidade do Império; hoje eles não prestam outro juramento senão à Santa Sé".

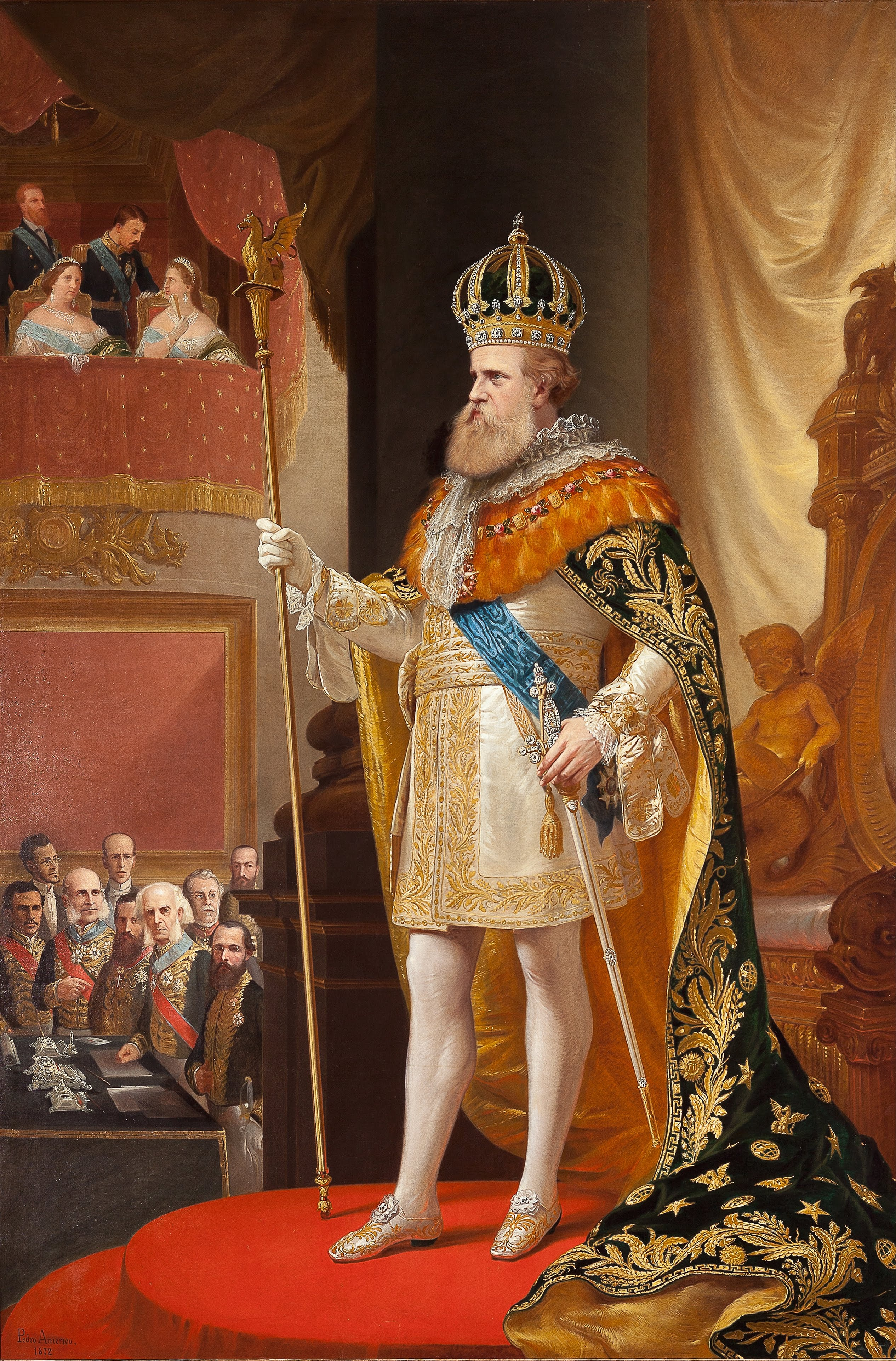
Dom Pedro II na Fala do Trono, pintura de Victor Meirelles.

Um outro dado relevante à questão era o princípio da monarquia por direito divino, que dava um sustentáculo poderoso ao Estado, revestia-o de uma aura mítica e justificava que a religião fosse protegida e prestigiada através da união oficial entre ambos, mas o colocava ao mesmo tempo em uma posição ambígua, pois a tendência à laicização da sociedade era irrefreável e o liberalismo ganhava asas mesmo no âmbito legal e até no institucional. Além disso, a legislação era contraditória em termos fundamentais e não previa solução jurídica coerente para um conflito aberto a respeito de precedências caso ele surgisse, ainda mais que Dom Pedro II era de um lado cioso de suas prerrogativas imperiais e, de outro, não desejava absolutamente um rompimento com a Igreja. O maçom Saldanha Marinho analisou o dilema da seguinte forma:
"Em todo o Estado em que a lei política é baseada sobre a fé religiosa, a lei política baqueia, logo que a fé religiosa é atacada […]. A primeira condição, pois, de um tal governo é a necessidade absoluta de conservar intacta a força e a unidade da fé religiosa que lhe serve de base — isto é, o impossível. É o impossível e também pode-se dizer, o imoral, o bárbaro, e medonho abuso do poder! […] Seria preciso que a lei política oprimisse os espíritos, lhes impusesse a sua fé, de alguma sorte lhes servisse de consciência, e que os algozes acabassem a obra impossível a seus pregadores […]. Ora, a lei política acha-se então entre estes dois escolhos; não pode viver mais se não mantém, pela força, a unidade da fé; e não pode manter essa unidade pela força, porque […]. a lei política é, pois, apesar de todos os rigores que se possa imaginar, impotente para manter as crenças religiosas. Seus rigores podem fazer vítimas ou hipócritas, mas não farão crentes."
Completando o quadro, deve ser mencionado que outros elementos entraram em jogo pouco antes de a questão religiosa propriamente dita se apresentar. Muitos liberais, incluindo parlamentares, enveredavam por uma vertente radical, em que, diante das contradições que se iam revelando cada dia mais insolúveis dentro do arcabouço institucional vigente, passavam a defender o regime republicano e reivindicar abertamente a separação entre Igreja e Estado, o que antes raramente havia sido aventado em público, pois significava ofensa à Constituição. Para o pesquisador Antonio Carlos Ribeiro, "o confronto se acentuava à medida que as alas tradicional, conservadora e romanista da Igreja tinham dificuldades com o avanço das ideias liberais, e os intelectuais e políticos liberais do Império mostravam-se despreocupados, já que sem o placet (beneplácito) do Imperador nenhuma decisão ou instrução de Roma entraria em vigor". Influíram também as ideias progressistas do positivismo, do evolucionismo, do materialismo e do cientificismo, que nesta altura se tornavam particularmente importantes. O próprio gabinete conservador do visconde do Rio Branco preparava algumas reformas de amplo alcance, há muito reivindicadas pelos liberais, no judiciário, na administração, na organização partidária, na educação e no sistema eleitoral. Também é de notar que a campanha em favor da abolição da escravatura na década de 1870 ganhava ímpeto, sendo promulgada a Lei do Ventre Livre em 1871. Previa-se que em breve não haveria mais escravos no Brasil, e com isso o problema de onde encontrar mão de obra barata se tornava premente, sendo tema de constante debate no parlamento e em toda a sociedade.
A Igreja contribuía com elementos ideológicos importantes para a legitimação da escravatura, já que o escravo era propriedade privada e o direito à propriedade constituía artigo de fé desde o papado de João XXII. Desde o início do século vinham sendo tentados programas para trazer imigrantes da Europa, que além de darem braços para a lavoura colonizariam regiões desabitadas, e desde então imigraram milhares de colonos das regiões germânica, eslava e britânica, em sua maioria protestantes, mas preferidos pelo governo católico, que os tinha como industriosos, morais e confiáveis. Porém, na década de 1860-70 desenvolveu-se uma resistência à ideia de radicação em um país onde os que não fossem católicos estavam em situação desfavorável, uma realidade reconhecida por políticos e jornalistas influentes como o deputado barão de Paranapiacaba, o ministro da Justiça Nabuco de Araújo e Tavares Bastos, expoente do partido Liberal e sendo notórias as dificuldades que os primeiros prussos, ingleses, suíços e ucranianos enfrentaram para sua adaptação e integração à sociedade brasileira e para garantir sua liberdade de culto, apesar da proteção oficial aos imigrantes. Por outro lado, liberais e maçons viam na difusão incentivada do protestantismo uma das formas de combater a influência da Igreja Católica, sendo um período em que vários missionários e educadores protestantes dos Estados Unidos atuaram no Brasil, fazendo grande número de seguidores e alunos e influindo na política nacional através de suas ligações com protetores poderosos. Também vindos de lá, muitos confederados protestantes e escravocratas buscaram no Brasil um refúgio para as aflições que passavam na Guerra de Secessão. O próprio governo estimulava essa imigração para conseguir novos soldados para a Guerra do Paraguai, mão de obra especializada e agricultores. Para os liberais, os imigrantes protestantes deviam ser preferidos porque eram mais "modernos" e estavam muito acima dos católicos em amor ao trabalho, em educação, em operosidade e moralidade, mas a Igreja Católica entendia a introdução do protestantismo como uma ameaça às tradições brasileiras e uma fonte potencial de conflitos sociais. Desta maneira, com tantas contradições se agravando, patenteava-se, no contexto brasileiro, o sistema da "religião de Estado" como um anacronismo, e estava preparado o terreno para a crise se deflagrar.

## Cronologia da crise

### Início
Desentendimentos entre os poderes secular e religioso ocorreram várias vezes na história brasileira anterior, como o criticado decreto 3073 de 22 de abril de 1863, que interferiu no sistema de ensino dos seminários, ou os protestos do bispos Dom Romualdo de Seixas e Dom Sebastião Dias Laranjeira contra o uso de igrejas para reuniões políticas e realização de eleições, mas em geral tiveram repercussão limitada. A bibliografia considera, pois, como estopim da questão religiosa propriamente dita, um discurso proferido em 3 de março de 1872 na loja maçônica Grande Oriente do Vale do Lavradio, no Rio de Janeiro, quando José Luís de Almeida Martins, padre, festejou o visconde do Rio Branco, na época grão-mestre maçom e presidente do gabinete de Dom Pedro II, pela sua vitória política que resultara na promulgação da Lei do Ventre Livre. O bispo da cidade, Dom Lacerda, diante do fato, insistiu que o padre se afastasse da maçonaria, como exigiam as normas da Igreja, mas normas que não haviam recebido o beneplácito imperial. Indiferente ao apelo, o padre publicou seu discurso em jornais de larga circulação. Em represália, o bispo suspendeu o padre do exercício das ordens sacras. Ultrajada, a maçonaria, unindo os dois Grandes Orientes, um sob a égide de Rio Branco e outro dirigido por Saldanha Marinho, fez valer sua forte presença no Senado e na Câmara para desencadear uma guerra na imprensa contra o episcopado. Jornais foram fundados em várias regiões do país com o fim expresso de combater o "jesuitismo" e o ultramontanismo, usando amiúde de um jargão derrisório e ofensivo.

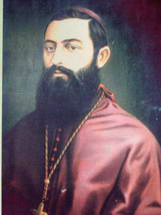
Dom Vital

Os eventos seguintes se polarizaram em torno do bispo de Olinda, Dom Vital de Oliveira, recentemente empossado no seu cargo. Em carta pastoral de 17 de março ele já instruía seus diocesanos a abandonar o livre exame da doutrina e condenava o primado da razão e toda a liberdade de consciência. Em junho a maçonaria pernambucana encomendou a celebração de uma missa para comemorar o aniversário da fundação de uma loja maçônica. O bispo ordenou reservadamente ao clero que não a celebrasse e a missa não aconteceu. Pouco depois outra missa foi encomendada em memória de um maçom defunto, novamente negada pelo bispo. Os jornais maçônicos iniciaram ataques e o bispo fez circular uma carta pastoral prevenindo o clero para que não se envolvesse com o movimento maçônico. O prelado também deu início à publicação de uma série de medidas e decretos censurando irmandades que tinham membros maçons e punindo padres recalcitrantes, incluindo alguns que eram figuras políticas destacadas. Os maçons reagiram e divulgaram nos jornais artigos difamatórios contra o bispo. Em 28 de dezembro Dom Vital escreveu ao vigário da freguesia de Santo Antônio recomendando que exortasse o dr. Antônio da Costa Ribeiro, maçom e membro da irmandade do Santíssimo Sacramento, a se afastar da maçonaria sob pena de excomunhão. Caso se negasse, que fosse expulso da irmandade, e assim o vigário procedesse com todos os outros irmãos que integrassem a maçonaria. A irmandade se negou a cumprir as ordens porque seus estatutos não previam expulsão por tal motivo, uma vez que a maçonaria era autorizada a funcionar no Brasil e os estatutos das irmandades tinham aprovação do poder civil. O bispo repetiu a ameaça, e como novamente a irmandade se negasse, lançou sobre ela um interdito.

### A intervenção do Estado

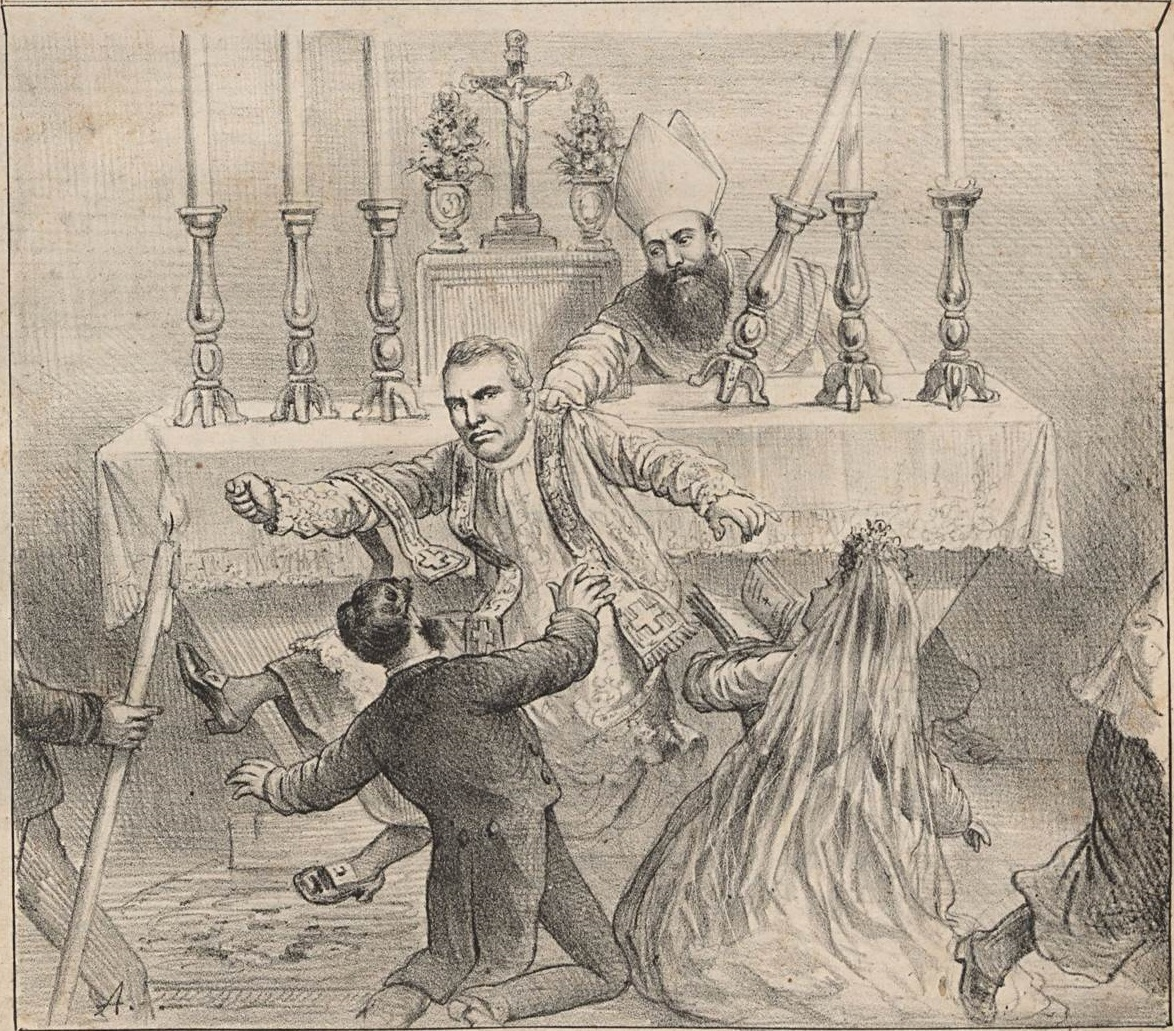
O Monsenhor Pinto de Campos sendo impedido de celebrar o casamento de um maçom pelo Bispo de Olinda. Charge de Angelo Agostini, publicada na Revista Illustrada (1876).

O caso extrapolou os limites da diocese e chegou à Câmara dos Deputados no Rio de Janeiro, onde se trouxe à baila, abertamente, a problemática união entre a Igreja e o Estado. Em 20 de janeiro de 1873 a irmandade voltou-se para o bispo e solicitou que ele transigisse, mas na mesma data a sentença foi mantida como irrevogável. Assim sendo, à irmandade não restou senão apelar à Coroa, baseando seu recurso no artigo 1.º do Decreto n.º 1911 de 28 de março de 1857, onde se disciplinavam os casos de usurpação do poder temporal e violência no exercício do poder espiritual. Intensamente pressionado pelos maçons, e temendo o governo que isso desandasse levando consigo o gabinete conservador, o recurso foi aceito e encaminhado ao presidente da província, dr. Henrique Pereira de Lucena, que interpelou o bispo e pediu-lhe explicações. Dom Vital não se retratou, mas em sua defesa alegou 1.º – que o beneplácito imperial — que autorizava o funcionamento da maçonaria no Brasil repelindo a condenação da Igreja — era doutrina condenada por Roma; 2.º – mesmo se fosse doutrina aceita, não cobriria o período em que foram publicadas as bulas In Eminenti (1738), de Clemente XII, e Provida Romanorum Pontificum (1751), de Bento XIV, reconhecidas em todo o reino de Portugal e suas colônias quando ali o beneplácito estava suspenso, e 3.º – porque mesmo os defensores do beneplácito reconheciam que este não se aplicava a censuras e penas eclesiásticas. O Estado não poderia aceitar nem a primeira nem a terceira das razões — a terceira pelo motivo de que as irmandades tinham amparo na lei secular — embora se discutisse ao longo de toda a questão religiosa a procedência da segunda. Ouvido o procurador da Coroa, este julgou que o bispo exorbitara de suas atribuições, invadindo a jurisdição do juiz de capelas, e encaminhou o caso ao Conselho de Estado. Antes de o Conselho emitir seu parecer, entrou em cena outro personagem principal, o bispo do Pará, Dom Macedo Costa.

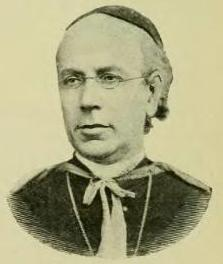
Dom Macedo

Dom Macedo, da mesma forma que Dom Vital, em 23 de março de 1873 decretou a expulsão de todos os maçons das irmandades e confrarias, e caso estas resistissem, seriam interditadas. Também excluiu os maçons do sacramento da absolvição e da sepultura em terreno consagrado. Imediatamente três irmandades apelaram ao presidente da província, que encaminhou a impetração à Coroa. Antes de o governo tomar ciência do caso, o Conselho de Estado exarou seu parecer sobre o processo de Dom Vital. Todo apoiado no regalismo, o parecer refutou os argumentos do bispo, e, em ofício de 12 de junho, deu-lhe o prazo de um mês para levantar o interdito. Sua resposta foi previsível: sem acatar a ordem recebida, ele não só contestou ponto por ponto as alegações do Conselho, como rejeitou a interferência do Estado nesta polêmica, chegando a questionar ousadamente toda a doutrina regalista: "Ou o Governo do Brasil declara-se acatólico, ou declara-se católico […]. Se o Governo brasileiro é católico, não só não é chefe ou superior da religião católica, como até é seu súdito". No mesmo dia em que recebera a advertência do governo, chegou-lhe às mãos a resposta a um relatório que fizera ao papa a respeito da interdição. O papa, no breve Quamquam dolores, recomendava-lhe que desse o prazo de um ano para que os maçons pudessem se converter e retornar ao seio da Igreja. Se não o fizessem, então o bispo poderia usar do rigor das penalidades canônicas e até dissolver a irmandade. Mas para complicar a situação, neste ínterim Dom Vital já havia interditado outras irmandades, e logo depois afrontou novamente o poder civil publicando o documento papal sem o conhecimento ou autorização do governo, contrariando o artigo 102 da Constituição, tornando-se réu de desobediência. Se sua condenação antes era previsível, com este último ato se tornara inevitável.
Neste meio tempo o processo do bispo do Pará era examinado pelo mesmo Conselho, que deu o mesmo parecer mas enfatizou que se tratava de caso de maior gravidade, pois o bispo pegara as irmandades de surpresa e não se dera ao trabalho de responder às acusações oficiais. Foram-lhe dados quinze dias, a partir de 9 de agosto, para levantar os interditos. Decidindo ignorar as instâncias do Conselho, Dom Macedo só deu uma resposta em 4 de outubro, em que não discutiu as acusações, mas justificou-se dizendo que não podia, "sem apostatar da fé católica, reconhecer no poder civil autoridade para dirigir as funções religiosas, nem anuir de modo nenhum às doutrinas do Conselho de Estado […] por serem elas subversivas de toda a jurisdição eclesiástica, e claramente condenadas pela Santa Igreja".
Para o governo a situação era clara: a rebelião dos bispos era assunto grave e ameaçava se alastrar por todo o país. Em 21 de agosto o Ministro dos Negócios Estrangeiros, o visconde de Caravelas, incumbiu o barão de Penedo de uma missão junto ao Vaticano. Devia o emissário conseguir o apoio do papa para que ele moderasse seus bispos, impedindo que situações semelhantes ocorressem no futuro. E não devia fazer segredo de que o governo brasileiro tencionava de usar medidas enérgicas caso não alcançasse o objetivo. O próprio Penedo não acreditava no sucesso de tal missão, pois o governo não estava disposto a transigir em nada, mas depois de árduas negociações o resultado foi um completo êxito, obtendo do papa uma instrução ao cardeal Antonelli para que ele escrevesse uma carta de censura a Dom Vital, com ordem para que ele restaurasse os direitos das irmandades e recompusesse a tranquilidade geral que ele tão imprudentemente perturbara. Uma cópia deveria também ser enviada ao bispo do Pará. Por outro lado, o papa solicitava que nenhuma medida hostil se tomasse contra seus prelados. Com isso aparentemente a questão religiosa estaria encerrada. Contudo, antes de o governo saber deste resultado tão favorável aos seus interesses, no Brasil as coisas se precipitaram, pondo a perder todo o esforço do embaixador. Somente em 20 de dezembro chegou às mãos de Caravelas o informe de Penedo, mas em 27 de setembro já havia sido expedida ordem para que o procurador da Coroa, Francisco Baltazar de Oliveira, apresentasse denúncia formal contra Dom Vital, acusando-o de desobediência e de fazer guerra ao governo, ao Código Criminal e à Constituição. Em 17 de dezembro fora denunciado formalmente também Dom Macedo, sobre as mesmas bases. Em sua defesa os bispos decidiram se calar, pois responder seria reconhecer a competência do poder civil em julgar a causa.

### Desfecho

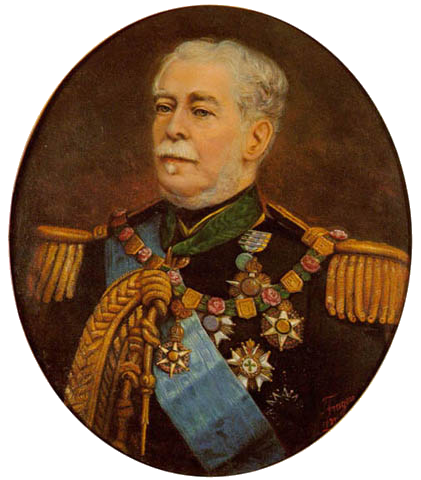
Na terceira vez em que ocupou a presidência do Conselho de Ministros, Luís Alves de Lima e Silva, o duque de Caxias, participou do encerramento do conflito entre o Estado e os bispos.

Dom Vital foi preso em Recife, no dia 2 de janeiro de 1874, detido no Arsenal de Marinha e, posteriormente, remetido ao Rio de Janeiro para ser julgado. Dom Macedo teve o mesmo destino, preso em 28 de abril. E ambos, em seus julgamentos, continuaram calados, alegando que "Jesus Cristo também se calou", numa referência à atitude de seu mestre quando seus inimigos o acusaram diante de Caifás. No entanto, ambos contaram com defensores que se apresentaram espontaneamente. Mas a despeito da habilidade dos advogados, e da retórica emocionada que desenvolveram, o veredito do júri foi implacável e de certa forma previsível, movido pelo aspecto político da questão, condenando-os a quatro anos de prisão com trabalhos forçados, penalidade a ser cumprida o primeiro no Forte de São João, e o segundo na fortaleza da Ilha das Cobras. Pouco depois as sentenças foram comutadas em prisão simples.
A condenação dos bispos desencadeou uma intensa e apaixonada polêmica em todo o Brasil, repercutindo também no exterior. O Vaticano respondeu indignado, alegando que fora enganado pelo barão de Penedo, o qual lhe teria assegurado a imunidade dos bispos — o que Penedo mais tarde negou ter feito. O primeiro protesto chegou através do internúncio Sanguigni, que foi de pronto rechaçado rispidamente por Caravelas. Em seguida o papa escreveu a Dom Pedro ameaçando-o com o juízo divino e dizendo que "quanto mais alto estiver alguém, mais severo será o ajuste de contas". Com muita perspicácia política, o papa também disse que "Vossa Majestade […] descarregou o primeiro golpe na Igreja, sem pensar que ele abala ao mesmo tempo os alicerces do seu trono".
No Senado e na Câmara se formaram partidos diametralmente opostos, um criticando com veemência a atitude do júri, e o outro vendo nela benevolência, e desejando que a pena tivesse sido ainda mais rigorosa. O gabinete do barão do Rio Branco não suportou a pressão e caiu. O duque de Caxias foi convidado pelo monarca a reorganizar o governo (ver Gabinete Caxias de 1875), mas colocou como condição a anistia dos dois bispos. O clamor popular, a exigência do duque e a súplica da princesa Isabel, intensamente devota, fizeram Dom Pedro ceder. Disse ele em nota a Caxias: "A retirada do ministério teria mais grave consequência do que a recusa da anistia […]. Faça-o o ministério, mas sem a aprovação de minha parte". Em decreto de 17 de setembro de 1875, a anistia se consumou e os bispos retornaram às suas dioceses, sendo recebidos em triunfo. Pouco depois Dom Vital visitou o papa no Vaticano, que o recebeu paternalmente e disse: "Aprovo tudo o que Vossa Excelência fez, desde o princípio". Em 29 de abril de 1876 o papa dirigiu aos bispos a encíclica Exortae in ista, alertando que o levantamento dos interditos de forma alguma significava uma tolerância à maçonaria, ao contrário, permanecia ela castigada com a excomunhão. Terminava o documento dizendo que o Vaticano e a Coroa logo iriam iniciar entendimentos, mas isso jamais aconteceu.

## Efeitos imediatos da questão religiosa e seus ecos tardios

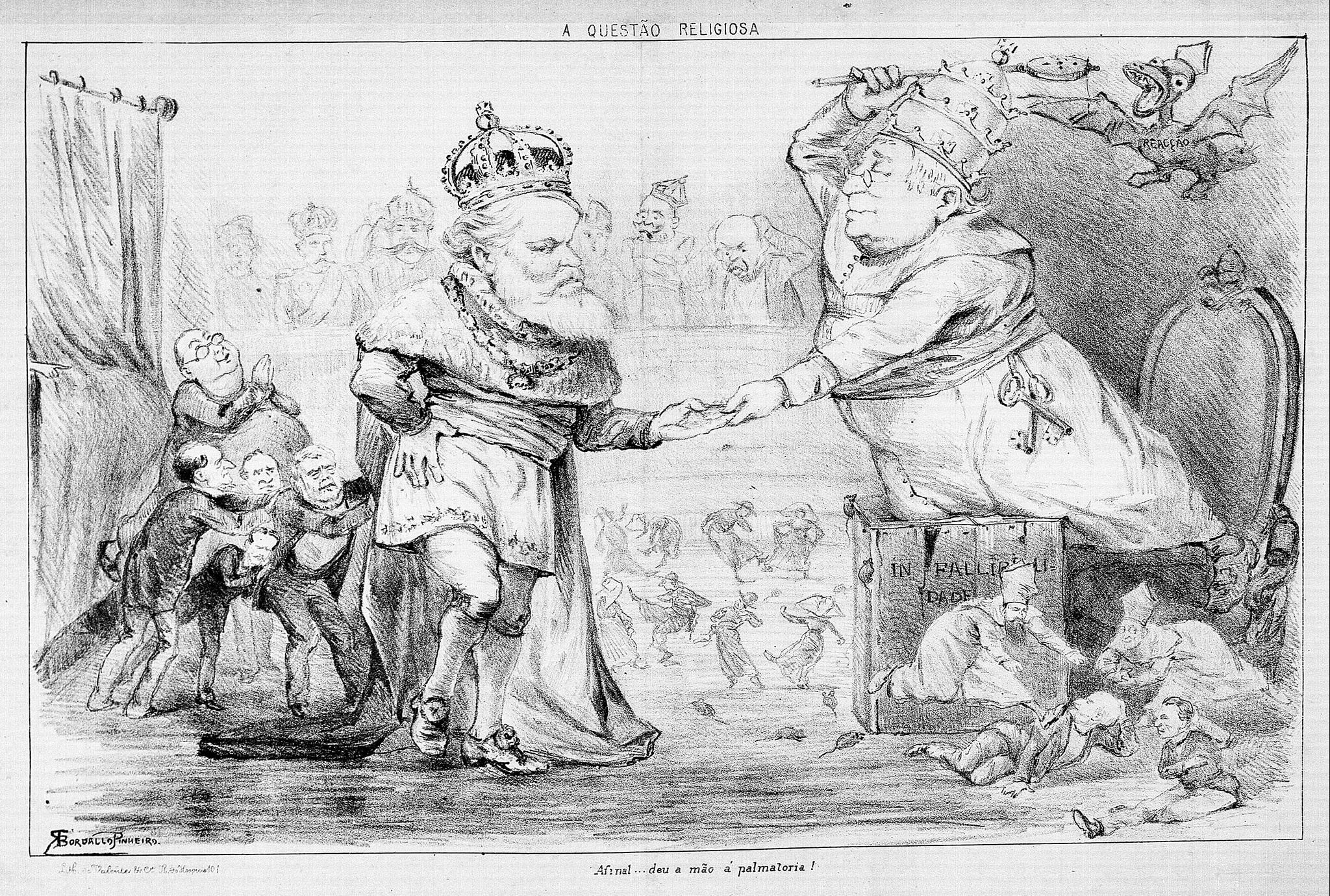
Charge de Bordalo Pinheiro de 1875 fazendo referência à anistia dos bispos. A legenda original era: Afinal… deu a mão à palmatória!

Ao contrário da previsão do imperador, a anistia, mesmo encerrando oficialmente a questão religiosa, não só não resolveu o problema que ela levantou como agravou-o, enfraquecendo a posição da monarquia diante da opinião pública. A grita se tornou generalizada, e as agressões e provocações mútuas, mais pungentes. E mesmo com tudo isso a separação formal entre os poderes constituídos ainda não era desejada por nenhum deles.
Para Luiz Eugênio Véscio a incompatibilidade entre Igreja e Estado, explicitada pela questão religiosa, intensificou em muitos o desejo pela abertura de canais de expressão independentes e próprios a cada esfera. E pouco a pouco o antigo padroado ia sendo desmontado: o decreto de 19 de abril de 1879 sobre o ensino livre dispensou do juramento de fidelidade ao catolicismo — ou a qualquer credo — os funcionários públicos das escolas primárias e secundárias; a reforma eleitoral instituída pela Lei Saraiva, de 9 de janeiro de 1881, autorizou que se tornassem elegíveis pessoas de qualquer religião. Mesmo assim, em 1884 Júlio de Castilhos reconhecia explicitamente que a questão ainda não fora resolvida, e exigia a atenção do legislativo.
A separação completa só iria ser conseguida na República. De fato, os republicanos, antes desunidos, ateando mais fogo à fogueira já acesa, como pitorescamente descreveu José Ramos Tinhorão, aproveitaram o momento de confusão para congregar forças e desfraldar suas bandeiras: a imediata separação entre Igreja e Estado, a plena liberdade de culto e perfeita igualdade estatutária entre todos eles, a separação do ensino secular do ensino religioso, a secularização dos cemitérios, a instituição do casamento civil e do registro civil de nascimento e óbitos, e, é claro, a adoção do regime republicano.
É preciso ressaltar que a virada republicana não se deveu exclusivamente ao descrédito da monarquia por causa da questão religiosa. Nas palavras de Cesar Vieira, "outros ingredientes ainda seriam adicionados ao conflito, aumentando o grau de insatisfação e exaltando os ânimos de maçons, republicanos, positivistas e dos próprios militares, que, liderados pelo marechal Deodoro da Fonseca, derrubaram o 36.º Gabinete do Império e proclamaram a República no dia 15 de novembro de 1889". Entre esses "outros ingredientes" estavam, como observou na época Cristiano Ottoni, a evolução natural da ideia de república e a rejeição massiva da monarquia pelos senhores de escravos, que se viram despojados de sua principal força de trabalho na abolição em 1888. Os católicos em geral não desejavam uma troca de regime; criticavam sim o imperador reinante, mas ansiavam pela subida ao trono da princesa Isabel, conhecida por seu fervor religioso. Contudo, é de assinalar que a forma como o governo entendia sua união com a Igreja, como uma tutela e controle desta por aquele, não agradava o clero, e que a separação, neste contexto, poderia equivaler a uma libertação. É significativo, neste sentido, que o papa Leão XIII tenha afirmado para o presidente Campos Sales em 1898 que "a Igreja sente-se melhor hoje no Brasil com suas instituições republicanas, do que sob o regime decaído". Porém, mesmo o papa saudando o novo regime, a separação oficial entre os poderes na verdade provocara protestos da Igreja, pois entre outras medidas introduzidas o clero perdeu suas imunidades e teve seu salário cortado, membros de comunidades religiosas que incluíam voto de obediência a Roma tiveram seus direitos políticos cassados, foi instituído o casamento civil e anulados os efeitos civis dos matrimônios religiosos, o ensino religioso foi abolido nas escolas públicas e a escusa por motivo de consciência ou credo para não cumprimento de obrigações civis foi rejeitada, passando a implicar perda de direitos políticos. Na Constituição de 1891 o nome de Deus nem foi invocado. Um resultado prático disso foi um rápido e importante declínio das vocações, obrigando a um recrutamento massivo de clérigos estrangeiros para suprir as vagas não cobertas por nacionais.
A crise propiciou também, paralelamente, uma maior penetração do protestantismo, ocupando um espaço social aberto pelo desgaste geral causado pelos atritos. A mesma brecha foi aproveitada por outros credos minoritários, como o judaísmo e o espiritismo. Além disso, a oposição entre Igreja e maçonaria não foi resolvida, entretanto, nem com o advento da República, permanecendo acesa até a metade do século XX. Os sucessores de Pio IX emitiram diversos outros documentos condenando os maçons; o mesmo Leão XIII na bula Humanus genus persistia dizendo que a maçonaria era a "encarnação do Diabo", o que veio a lançar-lhe uma pesada sombra no imaginário popular e criar uma teoria da conspiração, muito porque a organização continuava a ser uma sociedade secreta, alegando-se que o que seus membros pregavam de patriotismo, solidariedade, beneficência, tolerância religiosa, igualdade e fraternidade, não passavam de engodos que ocultavam perigos e subversão e buscavam a perdição da humanidade.

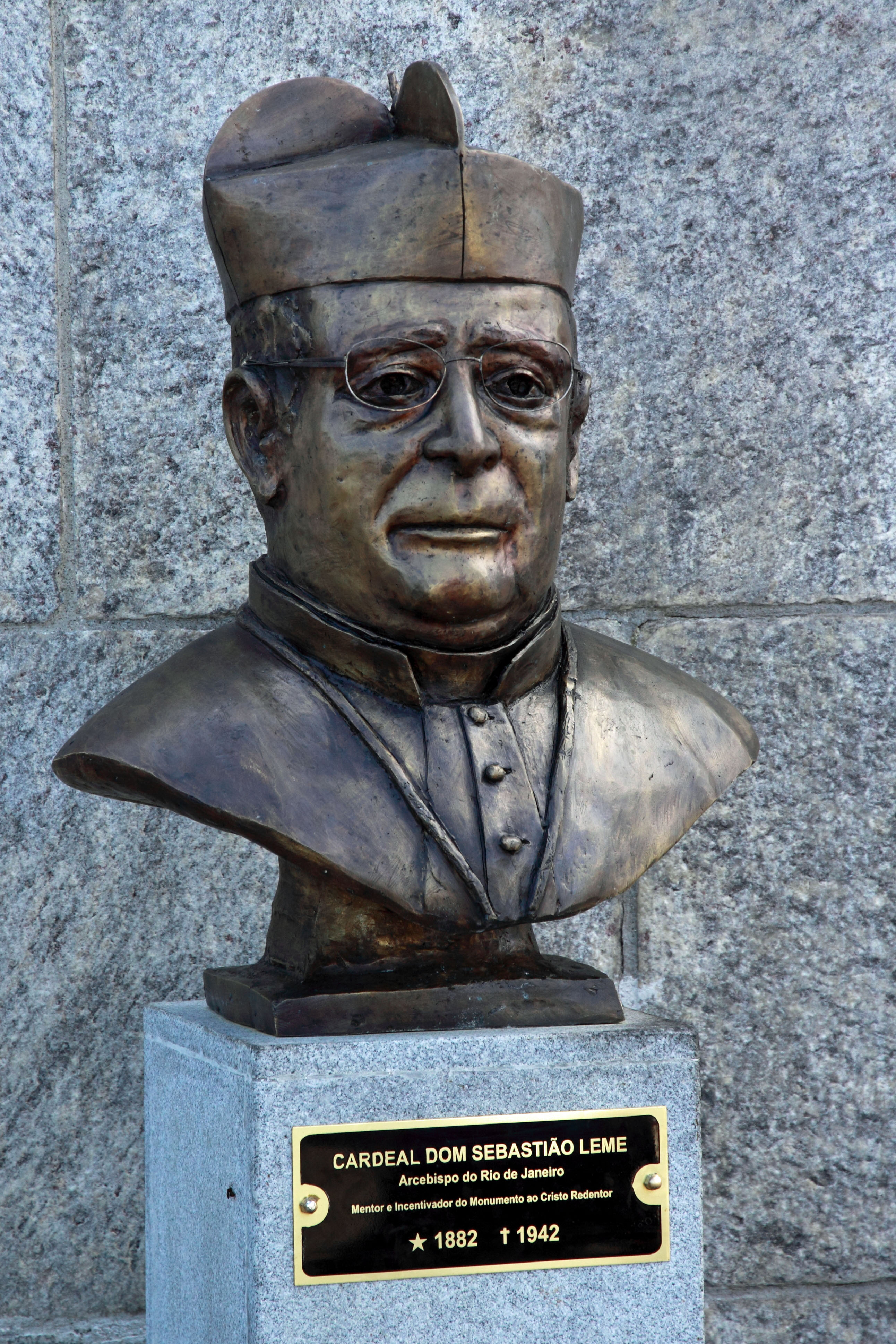
Busto do cardeal Leme, o mais notável expoente da nova militância católica na era Vargas.

No que diz respeito às relações entre Igreja e Estado, depois de uma fase de indiferença entre ambos no início da República, e de dissolução de muito do prestígio do clero, a partir dos anos 1920, e especialmente durante a era Vargas, a Igreja reorganizou-se e passou a buscar ativamente a recuperação dos direitos e privilégios que a República lhe havia subtraído, entendendo que o Brasil era um país católico e que a Igreja era a expressão máxima de sua religiosidade. Invocando novamente princípios do ultramontanismo, fazia-se referência direta ao problema básico que não fora resolvido no Império e que até então sob a República ficara adormecido, insistindo-se, como disse Schallenmueller, "no retorno daquela antiga simbiose com o poder temporal". Vários intelectuais, como Jackson de Figueiredo e Alceu Amoroso Lima, abraçaram a causa católica, e surgiram inúmeras sociedades leigas que se dedicaram à militância. Ao mesmo tempo, a elite política, no momento de incertezas que se atravessava, entendeu que a Igreja poderia novamente servir como força legitimadora de seus propósitos, e buscou uma reaproximação. Neste período destacou-se sobremaneira o ativismo do Cardeal Leme, que em 1921 aprovou a fundação, dentre outras, de uma associação sintomaticamente denominada Centro Dom Vital, conservadora e direitista, que deveria ampliar a penetração do apostolado intelectual no país. Sua apologética, que lamentava a passividade dos católicos e não se esquivava da política se esta ameaçasse a moral, a educação e aspectos doutrinais considerados básicos pela Igreja, pode ser exemplificada nos seguintes trechos:
"Que maioria católica é essa, tão insensível, quando leis, governos, literatura, escolas, imprensa, indústria, comércio e todas as demais funções da vida nacional se revelam contrárias ou alheias aos princípios e práticas do catolicismo? É evidente, pois, que, apesar de sermos a maioria absoluta do Brasil, como Nação, não temos e não vivemos vida católica. Quer dizer: somos uma maioria que não cumpre os seus deveres sociais" […]. "Em vez de coro plangente, formemos uma legião que combata: quem sabe falar, que fale; quem sabe escrever, que escreva; quem não fala e nem escreve, que divulgue os escritos dos outros" […]. "Se alguma luta política tiver por caráter diferencial pontos da doutrina católica, já não estaríamos em questões meramente políticas, mas em verdadeira questão religiosa" […] "Longe de mim a heresia de dizer que a Religião nada tem a ver com a Política. Seria um erro palmar, mil vezes condenado e mil vezes condenável". "Ou o Estado reconhece o Deus do povo, ou o povo não reconhece o Estado".
Sobre a disciplina necessária à militância, dizia: "Uma autoridade, um centro orientador, uma palavra de direção, uma voz de comando é necessária. Essa só pode ser a do Bispo a quem pôs Deus no governo de sua Igreja". Fundando a Liga Eleitoral Católica, conseguiu congregar o eleitorado católico, instruindo-o a só votar em candidatos aprovados pelo clero. Por ocasião de eventos populares como a inauguração da estátua do Cristo no Corcovado e a consagração do país a Nossa Senhora de Aparecida, ambos em 1931, o cardeal reuniu verdadeiras multidões em praça pública a fim de "mostrar ao novo governo a força da Igreja e a necessidade de tomá-la em consideração na nova ordem política que estava sendo construída". O cardeal foi amigo pessoal de Getúlio Vargas e, segundo Mainwaring, influiu em muitas de suas decisões e em seus muitos movimentos para estreitar os laços entre Estado e Igreja. O resultado da militância foi significativo, e importantes reivindicações católicas, como o direito de voto dos sacerdotes, a proibição do divórcio, a volta do ensino religioso nas escolas públicas, a possibilidade de subvenção de escolas católicas pelo Estado, o reconhecimento de efeitos civis para o matrimônio religioso, e o direito de os sacerdotes servirem no Exército como capelães, foram atendidas na Constituição de 1934. E em 1937, ainda a conselho de Leme, na esteira da aproximação com o integralismo e com o fascismo e do combate ao comunismo, outro dos projetos católicos, Vargas não reatou relações comerciais com a União Soviética.
Porém, caído o Estado Novo, já pouco se reconhecia a aliança de 1934, e no regime de 1946 o afastamento entre os poderes se aprofundou. A Igreja continuava influente, mas não tanto como antes, colhendo frutos amargos de seu malogrado flerte com as direitas. Por fim, em alguns momentos posteriores ecos do ultramontanismo e de uma espécie de novo padroado, não oficial, ainda seriam novamente ouvidos, às vezes de forma vigorosa, como no nascimento da Conferência Nacional dos Bispos do Brasil, que reivindicou a direção de todas as organizações católicas do país e buscou marcar presença em todos os lugares em que se decidissem os destinos da sociedade brasileira; durante o Governo Juscelino Kubitschek, que financiou muitas iniciativas da Igreja e buscou uma reaproximação, e nas "marchas pela família" de 1964, ou em pequenos círculos, como nas atividades da TFP. Como se viu, os efeitos da questão religiosa tiveram repercussões de longo prazo; não se limitaram ao século XIX, mas reaqueceram na primeira metade do século XX e, conforme pensa Wellington da Silva, cavaram "sulcos profundos também na mentalidade católica da segunda metade desse mesmo século".

## Apreciações

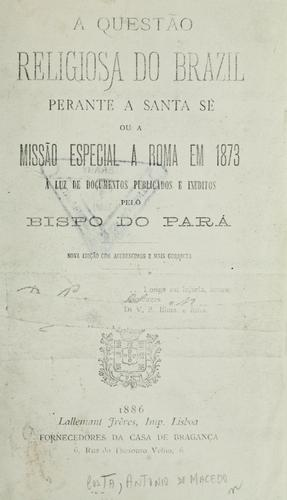
Capa do livro A questão religiosa do Brazil perante a Santa Sé ou a Missão especial a Roma em 1873 á luz de documentos publicados e ineditos pelo Bispo do Pará (1886), de autoria do bispo Dom Macedo Costa.

A questão religiosa foi, de acordo com Joaquim Nabuco, "o maior abalo que experimentou a Igreja do Brasil no segundo reinado", e para Luiz Delgado foi um dos episódios decisivos da história brasileira. É um tema candente e controverso que vem atraindo a atenção de muitos historiadores brasileiros. Um levantamento bibliográfico realizado na década de 1950 acusou já naquela época a existência de cerca de 500 obras sobre a matéria. Entretanto, nas palavras do historiador Roque de Barros, corroboradas por outros autores, a grande maioria dos estudos não foi desenvolvida com a necessária imparcialidade. Mesmo recentemente o assunto ainda desperta paixões. Pode-se tomar como exemplo a declaração do cardeal Dom Eugênio Sales, dizendo que na questão religiosa "foram dados os primeiros passos para a correção de graves obstáculos ao florescimento da vida da Igreja no Brasil. Foi o início de um despertar". Para ele, Dom Vital foi um herói que sofreu as agruras da injustiça, e "seu exemplo de fidelidade à doutrina do Sucessor de Pedro é um valioso estímulo a todos nós, do clero e do laicato". Está em andamento a causa de sua beatificação. Raimundo de Menezes afirmou que o governo não deveria ter interferido, pois o fazendo desencadeou uma tempestade em que se martirizaram dois inocentes. Fernando Câmara chamou ambos de intrépidos mártires vitimizados.
Barros, na década de 1970, em um painel abrangente, entendeu que a questão propriamente dita foi, antes de tudo, apenas o clímax gritante de uma intrincada rede de contradições que se avolumavam mais ou menos surdamente há muito tempo na sociedade brasileira, sem que encontrassem antes da crise um escape para manifestação visível em larga escala, contradições nascidas de um igualmente multifacetado contexto de transformações provocadas pela introdução de novos ideais a respeito das formas de governo e de administração pública, das instituições, das tradições, da educação, da moralidade, da política e do direito, do progresso, da sociedade, da religiosidade, da liberdade e autonomia individuais. O mesmo autor considerou que a ambígua legislação imperial que condenou os bispos também poderia ter sido interpretada de forma a salvá-los, embora isso fosse improvável no contexto político da época, como de fato veio a suceder. Luiz Delgado também interpretou a questão como uma expressão pontual de um amplo contexto, dizendo que "mais do que muitos outros (episódios da história brasileira), embora tenha de ser considerado em si mesmo, em suas causas remotas ou imediatas e seu desenvolvimento próprio, é principalmente como símbolo que ele vale, indício de uma realidade subterrânea e obscura que se prende a algumas de nossas caracterizações essenciais […]. A densidade do tema é, a bem dizer, infinita […]. Talvez possa isso ser razão de se considerar a questão menos em si mesma, isolada e nítida, do que como simples apresentação de um estado de coisas antigo e impreciso, concentrando-se nela como se fosse para explodir". Segundo vários outros autores, como referiu Maria Martins de Araújo, mais do que uma crise pontual, foi o "momento culminante da luta entre a mentalidade católico-conservadora e o espírito laico liberal". Por outro lado, seguindo uma linha de interpretação adotada já em 1876 por Rui Barbosa, Vieira disse que há uma tendência recente, que vem se tornando consensual, de concentrar a análise no confronto político entre a Igreja e o Estado, "dramatizada pela presença dos dois bispos brasileiros e suas intransigências em considerar a maçonaria […]. Esta tese, no que tem se demonstrado, encontra nas questões doutrinárias a chave interpretativa privilegiada para entender a questão".